# Phare de Mazarrón
Le phare de Mazarrón est un phare maritime situé au-dessus de la mer Méditerranée, sur la commune de Mazarrón, dans la région de Murcie, en Espagne.

## Situation
Le phare est une tour cylindrique d'une hauteur de 11 m, peinte en blanc, avec galerie double et lanterne, adjacente à un bâtiment d'un seul étage. Il s'élève sur le Cabezo del Puerto, un promontoire qui domine Puerto de Mazarrón au sud. D'une hauteur focale de 65 m, il abrite un feu à occultations émettant trois éclats blancs.
Il est géré par l'autorité portuaire de Carthagène .

## Histoire
Vers 1510, sur le Cabezo del Puerto, plus précisément dans la Cala del Moro Santo, une tour de défense est construite suivant les lignes architecturales de l'ingénieur militaire Juan Bautista Antonelli, identique à celle située de l'autre côté de la baie, à La Azohía, connue sous le nom tour Santa Elena. Cette tour est rasée et les matériaux de démolition sont utilisés pour construire le phare sur son emplacement en 1861.
En 1974, il fait l'objet de transformations dirigées par Carlos Mondéjar.

## Identifiants
ARLHS : CEU084 ; ES-23000 - Amirauté : E0120 - NGA : 4536 .